# آنتونی زایکوفسکی
آنتونی زایکوفسکی (لهستانی: Antoni Zajkowski؛ زادهٔ ۵ اوت ۱۹۴۸) جودوکار اهل لهستان بود.